# Pascal Wintzer

Wappen von Pascal Wintzer als Erzbischof von Poitiers

Pascal Jean Marcel Wintzer (* 18. Dezember 1959 in Rouen) ist ein französischer römisch-katholischer Geistlicher und Erzbischof von Sens.

## Leben
Pascal Wintzer studierte am Priesterseminar in Paray-le-Monial und am Priesterseminar Saint-Sulpice in Issy-les-Moulineaux. Nach weiteren Studien erwarb er am Institut Catholique de Paris das Lizenziat in Theologie. Erzbischof Joseph Duval spendete ihm am 28. Juni 1986 in der Dreifaltigkeitskirche in Bois-Guillaume die Diakonenweihe. Am 27. Juni 1987 spendete ihm Erzbischof Duval in der Kathedrale von Rouen das Sakrament der Priesterweihe für das Erzbistum Rouen.
Papst Benedikt XVI. ernannte ihn am 2. April 2007 zum Titularbischof von Rusadus und Weihbischof in Poitiers. Der Erzbischof von Poitiers, Albert Rouet, spendete ihm am 19. Mai desselben Jahres in der Kathedrale von Poitiers die Bischofsweihe; Mitkonsekratoren waren Jean-Charles Marie Descubes, Erzbischof von Rouen, und dessen Amtsvorgänger Joseph Duval. Sein Wahlspruch N'éteignez pas l'Esprit (deutsch: Löscht den Geist nicht aus!) entstammt dem 1. Thessalonicherbrief (1 Thess 5,19 ).
Papst Benedikt XVI. ernannte ihn am 12. Februar 2011 mit dem Rücktritt von Erzbischof Albert Rouet zum Apostolischen Administrator von Poitiers. Am 13. Januar 2012 wurde er zum Erzbischof von Poitiers ernannt.
Am 6. August 2024 ernannte ihn Papst Franziskus zum Erzbischof von Sens. Die Amtseinführung fand am 6. Oktober desselben Jahres statt.
In der Französischen Bischofskonferenz ist er Leiter der Beobachtungsstelle für Glauben und Kultur.

## Ehrungen
- 2018: Ritter der Ehrenlegion (Chevalier de la Légion d’Honneur (Ch. LH))